# Rak dojke
Rak dojke je vrsta raka, ki vznikne iz tkiva dojke, najpogosteje iz vrhnjice (epitelija) izvodil mlečnih žlez ali režnjičev, ki oskrbujejo mlečne žleze z mlekom. Rak, ki vznikne iz izvodila mlečne žleze, se imenuje duktalni karcinom, rak, ki vznikne iz režnjičev, pa lobularni karcinom. Pojavlja se pri ljudeh in drugih sesalcih. Velika večina primerov raka dojke se pojavi pri ženskah, vendar se bolezen lahko razvije tudi pri moških.
O vrsti zdravljenja odločajo velikost, stadij, hitrost rasti in druge značilnosti rakave tvorbe. Zdravljenje lahko sestavljajo operativni poseg, zdravila (hormonsko zdravljenje in kemoterapija), obsevanje, imunoterapija ali kombinacije teh metod. Operativni poseg je kot posamična metoda najobetavnejši in lahko sam pozdravi številne primere. Za povečanje možnosti ozdravitve operativni poseg pogosto kombinirajo s kemoterapijo. Obsevanje se uporablja po operativnem posegu in znatno zmanjša tveganje za lokalno ponovitev bolezni ter na sploh poveča možnost ozdravitve. Pri nekaterih vrstah raka dojke se pri zdravljenju s hormoni, kot sta estrogen ali progesteron, pojavijo reakcije; v takih primerih se lahko uporabi hormonsko zdravljenje, ki zavre učinke teh hormonov.
V svetovnem merilu predstavlja rak dojke 22,9 % vseh primerov rakavih bolezni pri ženskah (izvzemši nemelanomske vrste kožnega raka). Leta 2008 je rak dojke v svetu povzročil 458.503 smrti oziroma 13,7 % vseh smrti pri ženskah zaradi rakavih bolezni. Bolezen se več kot 100-krat pogosteje pojavlja pri ženskah kot pri moških, vendar so pri obolelih moških zaradi pozne diagnoze izidi zdravljenja slabši. V Sloveniji je rak dojke od leta 1968 naprej najpogostejši rak pri ženskah. Od 27,4 primerov na 100.000 žensk v obdobju 1961–1965 se je letno število novih primerov raka dojke v Sloveniji stalno povečevalo in je leta 2003 znašalo 106,3 primera na 100.000 žensk. Naraščanje bremena raka pripisujemo spremembi nevarnostnih dejavnikov, staranju prebivalstva in zgodnejšemu odkrivanju.
Prognoza in stopnja preživetja sta močno odvisni od vrste raka, stadija, zdravljenja in zemljepisne lege. Stopnja preživetja v razvitem zahodnem svetu je sorazmerno visoka; na primer v Angliji več kot 8 od 10 bolnic (84 %) preživi vsaj 5 let po diagnozi. V državah v razvoju je stopnja preživetja znatno nižja.

## Patofiziologija
Tako kot druge oblike raka tudi rak dojke nastane kot posledica več okolijskih in dednih dejavnikov. Med temi dejavniki so:
- Napake v DNK celice, na primer mutacije.
- Izguba sposobnosti imunskega sistema, da uničuje rakave celice.
- Nenormalno signaliziranje med stromalnimi in epitelijskimi celicami v dojki, kar lahko pospeši rast in razmnoževanje rakavih celic.
- Podedovane napake v genih, ki so odgovorni za popravljanje DNK, npr. BRCA1, BRCA2 in p53.

Normalne celice, ki niso več funkcionalne, zapadejo programirani celični smrti (apoptozi). Do takrat pa jih različni beljakovinski sistemi in signalne poti ščitijo pred apoptozo. Taki zaščitni signalni poti sta na primer PI3K/AKT in RAS/MEK/ERK. V genih za beljakovine in encime v teh zaščitnih signalnih poteh lahko pride do mutacij, ki povzročijo, da ostanejo te poti za vselej vklopljene. Posledično preprečijo celično smrt tudi takrat, ko celica ni več potrebna oziroma funkcionalna. To je ena od stopenj, ki skupaj z drugimi mutacijami vodi v nastanek raka. V normalnih razmerah beljakovina PTEN izklopi zaščitno pot PI3K/AKT, ko je celica primerna za apoptozo. V nekaterih primerih raka dojke pride do mutacije v genu za beljakovino PTEN, kar povzroči, da signalna pot PI3K/AKT ostane vklopljena in rakave celice zato ne zapadejo apoptozi. Za mutacije, ki lahko vodijo v raka dojke, so v poskusih ugotovili, da so močno povezane z izpostavljenostjo estrogenu.
BRCA1 in BRCA2 sta gena, ki spadata v t. i. skupino tumorsko zaviralnih genov. V normalnih celicah zagotavljata obstojnost celične dednine (DNK) in preprečujeta nenadzorovano rast celic. Mutacije teh dveh genov so povezane s podedovanimi oblikami raka dojke in tudi raka jajčnika. V normalni populaciji tekom življenja zboli za rakom dojke po ocenah 12 % žensk (120 od 1000). V populaciji žensk, ki imajo tvegano mutacijo na genu BRCA1 ali BRCA2, pa zboli celo 60 % žensk (600 od 1000). To pomeni, da tvegana mutacija v enem od teh genov poveča tveganje za nastanek raka dojke za okoli 5-krat. Mutacije v omenjenih dveh genih so vzrok za 2 do 3 % vseh primerov raka dojke. Tudi mutacije v tumorsko zaviralnem genu p53 so povezane z rakom dojke; povzročajo agresivnejšo obliko raka s slabšo prognozo. Vendar pa je pogostnost mutacij v tem genu nižja pri raku dojke kot pri drugih čvrstih tumorjih.

## Nevarnostni dejavniki
Med najpomembnejšimi nevarnostnimi dejavniki za nastanek raka dojke so:
- Spol: čeprav za rakom dojke zbolijo tudi moški, je bolezen stokrat pogostejša pri ženskah.[16]
- Starost: čim starejša je ženska, tem večja je nevarnost, da zboli za rakom dojke. Tri četrtine bolnic so starejše od 50 let.[16]
- Prejšnji rak dojke: pri ženskah, ki so se že zdravile zaradi raka dojke, obstaja dva- do trikrat večja verjetnost, da bodo ponovno dobile raka, bodisi na isti dojki, če ni bila v celoti operativno odstranjena, bodisi na drugi.[16]
- Nekatere nerakave (benigne) spremembe v dojki: ogroženost je odvisna od vrste sprememb in je največja pri tistih z atipično hiperplazijo.[16]
- Rak dojke v družini: ženskam, pri katerih je sorodnica prvega kolena (mati ali sestra) zbolela za rakom dojke, grozi dva- do trikrat večja nevarnost, da bodo tudi same zbolele. Nevarnost je večja, če sta mati ali sestra zboleli mladi in/ali na obeh dojkah. Tako je sorodnica bolnice, ki je pred menopavzo zbolela za rakom obeh dojk, kar devetkrat bolj ogrožena, da bo zbolela za to boleznijo.[16]
- Starost ob prvi in zadnji menstruaciji: rak dojke bolj ogroža ženske, ki so dobile prvo menstruacijo pred 11. letom, izgubile pa so jo starejše, po 50. letu starosti.
- Rodnost, starost ob prvem porodu in število porodov: za rakom dojke pogosteje zbolevajo ženske, ki niso nikoli rodile, in tiste, ki so prvič rodile po 30. letu.[16]
- Kontracepcijske tablete in hormonski nadomestki za lajšanje menopavznih težav: oboji zmerno večajo nevarnost raka dojke, kontracepcijske tablete le v obdobju jemanja, zdravljenje menopavznih težav pa po več letih jemanja.[16]
- Debelost: pomemben dejavnik tveganja po menopavzi, ker v maščevju nastajajo spolni hormoni.[16]
- Alkohol: ženske, ki dnevno popijejo 30 do 60 g alkohola, rak dojke 1,4-krat bolj ogroža kakor abstinentke.[16]
- Kajenje: kajenje tobaka povečuje nevarnost nastanka raka dojke. Nevarnost je večja, če je oseba začela kaditi že v mladosti.[17] Pri dolgotrajnih kadilcih je nevarnost večja za 35 do 50 %.[17]
- Pomanjkanje telesne dejavnosti: povezano je z okoli 10 % vseh primerov raka dojke.[18]

Povezava med dojenjem in nevarnostjo razvoja raka dojke ni enoznačno dokazana. Nekatere študije so povezavo pokazale, druge ne. V 80. letih 20. stoletja se je pojavila tudi hipoteza, da ogroženost povečuje splav. Poznejše raziskave so pokazale, da med nevarnostjo pojava raka dojke in splavom (niti izzvanim niti spontanim) ni povezave.
Ogroženost povečujeta tudi izpostavljenost obsevanju in delo v izmenah. Tudi številne kemikalije se povezujejo z večjo ogroženostjo, na primer poliklorirani bifenili, policiklični aromatski ogljikovodiki in organska topila.

## Preventiva
Mednarodni sklad za raziskave raka navaja, da lahko ženske zmanjšajo tveganje za pojav raka dojke z vzdrževanjem primerne telesne teže, izogibanjem uživanju alkohola, telesno dejavnostjo in dojenjem svojih otrok. Ti zaščitni ukrepi naj bi preprečili 38 % vseh primerov raka dojke v ZDA, 42 % v Veliki Britaniji, 28 % v Braziliji in 20 % na Kitajskem.
Preventivna obojestranska mastektomija (kirurška odstranitev obeh dojk) lahko pride v poštev pri osebah z mutacijama BRCA1 in BRCA2.
Primarna preventiva je kot pri vsakem raku tudi pri raku dojke težko izvedljiva. Bistvenega pomena je zato t. i. sekundarna preventiva, torej zgodnje odkrivanje raka dojke, za kar se svetuje:
- samopregledovanje dojk (od 20. leta starosti naprej),
- klinični pregled (pri ženskah med 20. in 40. letom vsako tretje leto),
- klinični pregled z mamografijo ob vsakem sumu bolezenskih dogajanj v dojki (po presoji zdravnika) ali v primeru prisotnih dejavnikov tveganja (od 40. leta dalje, enkrat na leto ali leto in pol),
- klinični pregled z mamografijo po 50. letu starosti, pri odsotnosti dejavnikov tveganja enkrat na dve leti.

### Samopregledovanje dojk
S samopregledovanjem dojk je treba pričeti po 20. letu starosti ter ga izvajati enkrat mesečno, najbolje po končani menstruaciji. Ženske po menopavzi pa naj si za redno mesečno samopregledovanje same izberejo določen dan v mesecu. Pri zatipanju zatrdline ali spremembe v velikosti in obliki fižola ter barvi kože, udrtosti bradavice ali izcedku iz nje ali pri uvlečenosti kože je treba takoj obiskati zdravnika.

### Presejanje
Organizirano presejanje za raka dojk predstavlja enega najučinkovitejših ukrepov sekundarne preventive. Presejanje za raka dojk je kompleksen interdisciplinarni postopek, katerega naloga je zmanjšati umrljivost žensk in posledice zdravljenja, ne sme pa škodovati zdravju udeleženk. Opravlja ga usposobljeno osebje. V presejanje je vključena zdrava, asimptomatska populacija, zato je pomembno, da dobi natančne informacije o prednostih in pomanjkljivostih presejanja, da se lahko prostovoljno odloči za tak pregled. V Sloveniji funkcijo organiziranega presejanja za raka dojke prevzema program DORA. To je državni program, ki ga organizira Onkološki inštitut v sodelovanju z Ministrstvom za zdravje in Zavodom za zdravstveno zavarovanje Slovenije. Program Dora omogoča vsem ženskam med 50. in 69. letom starosti pregled z mamografijo (slikanje dojk z rentgenskimi žarki). Ženske sistematično povabijo na pregled.

## Diagnoza
Izkušen zdravnik lahko že na otip prepozna sumljive spremembe, pregledati mora tudi bezgavke v pazduhi in nad ključnico. Osnovna diagnostična metoda za ugotavljanje raka dojke je načeloma mamografija. Ostale metode so dopolnilne. Pri osebah, mlajših od 35 let, je osnovna diagnostična metoda ultrazvok, saj je pri njih mamogram običajno nepregleden. Med druge dopolnilne metode sodita še magnetna resonanca in duktografija. Za mikroskopski pregled je treba opraviti biopsijo.

## Simptomi
Prvi opazen simptom raka dojke je običajno zatrdlina, ki je na otip drugačna od okolnega tkiva. Več kot 80 % primerov raka dojke diagnosticirajo potem, ko je bolnica začutila v dojki bulo oziroma zatrdlino. Najzgodnejše diagnosticiranje raka omogoča mamogram. Tudi otipljive bule v podpazdušnih bezgavkah lahko kažejo na rak dojke.
Poleg zatrdline so ostali znaki lahko še kožne spremembe (zgubana, jamičasta koža) na dojki, na otip trdnejša, zmanjšana ali povečana dojka v primerjavi z zdravo dojko, spremembe na bradavici (spremenjena velikost ali lega, udrta bradavica), izpuščaj na bradavici ali okoli nje, izcedek iz bradavice, stalna bolečina v delu dojke ali pod pazduho, oteklina pod pazduho ali pod ključnico. Bolečina (mastodinija) je sicer nezanesljiv pokazatelj raka dojke, vendar lahko kaže na druge bolezni dojke.
Pojavijo se lahko tudi znaki, podobni vnetju zaradi bakterijskih okužb, ki so sicer pogoste med dojenjem. Gre za posebno redko obliko raka dojke, t. i. vnetni rak dojke. Čeprav ni vnetja, je koža dojke rdeča in otekla. V primerjavi z vnetjem pa vnetnega raka ne spremljajo splošni in laboratorijski znaki vnetja, kot so slabo počutje, zvišana telesna temperatura, levkocitoza in podobno. Pri vnetnem raku zatrdlina običajno ni tipna. Pojavi se lahko med nosečnostjo in dojenjem, vendar pa je pogostejši pri starejših ženskah kakor nosečnicah.
Pojavi se lahko tudi t. i. Pagetova bolezen dojke. Gre za sindrom z ekscematoidnimi kožnimi spremembami (npr. pordelost in blago luskanje). Ko Pagetova bolezen napreduje, se lahko pojavijo tudi ščemenje, srbenje, zvečana občutljivost, pekočina in bolečina. Lahko je opazen izcedek iz bradavice. Približno polovica bolnic s Pagetovo boleznijo dojke ima tudi zatrdlino v dojki.
V redkih primerih se lahko sprememba, za katero mislimo, da je fibroadenom (težko premična zatrdlina), izkaže dejansko za filoidni tumor. Slednji izvira iz strome (vezivnega tkiva) dojke in vsebujejo tako žlezno kot stromalno tkivo. Filoidnih tumorjev ne razvrščajo na način, kot razvrščajo karcinome dojke; na osnovi videza pod mikroskopom jih opredelijo kot benigne (nerakave), mejno rakave ali maligne (rakave oz. zločeste). Gre za multinodularen, neboleč, pogosto velik in hitrorastoč tumor.
V nekaterih primerih rak dojke zaseva, se torej razširi v druge organe in s tem povzroča simptome, odvisne od prizadetega organa. Pogosta področja zasevanja raka dojke so kosti, jetra, pljuča in možgani. Pri nepojasnjeni izgubi telesne teže ali tudi pri povišani telesni temperaturi in mrzlici je lahko vzrok v nekaterih primerih okultni rak dojke. Bolečine v kosteh in sklepih, zlatenica ali nevrološki simptomi so lahko včasih posledica zasevkov raka dojke. Gre za t. i. nesprecifične simptome, kar pomeni, da lahko primarno kažejo na številne bolezni.
Pri večini simptomov, ki nakazujejo na raka dojke, vključno z otipljivimi zatrdlinami, dejansko ne gre za rak dojke. Pri manj kot 20 % primerov zatrdlin potrdijo rakavo obolenje. Benigne bolezni dojke, kot sta mastitis in fibroadenom, so najpogostejši vzrok teh simptomov. Vendar pa je potrebna pozornost tako s strani bolnika kot tudi zdravnika pri vsakem novem simptomu dojke, ki se pojavi; tveganje za raka dojke je namreč prisotno pri skoraj vseh starostih skupinah.

## Razvrščanje
Rak dojke se razvršča v več podvrst glede na različne kriterije. Vsak vpliva tudi na prognozo bolezni in lahko odloča o ustreznem zdravljenju.

### Histopatološka razvrstitev
Vrsto raka dojke običajno primarno opredelimo glede na izvor. Večina oblik raka dojke vznikne z epitelija, ki obdaja izvodila (duktuse) ali režnjiče (lobuluse) mlečnih žlez in gre za t. i. duktalni ali lobularni karcinom, odvisno od izvora. Najpogostejše oblike karcinoma (iz epitelija izvirajočega raka) dojke so:
- Duktalni karcinom in situ (ali intraduktalni karcinom) je najzgodnejša oblika karcinoma dojke (stadij 0): karcinom je omejen le na izvodila mlečnih žlez. Ta oblika praviloma ne tvori otipljivega tumorja, odkrijemo ga z mamografijo. Ozdravimo ga skoraj stoodstotno, brez ustreznega zdravljenja pa se prej ali slej razvije v invazivni karcinom.
- Lobularni karcinom in situ je mikroskopska sprememba, pri kateri so v režnjičih prisotne nenormalne celice. Iz njih se le redko neposredno razvije invazivni karcinom, zato nekateri menijo, da ta oblika ni pravi rak. Vendar pa obstaja pri ženskah, pri katerih je bil diagnosticiran lobularni karcinom in situ, bistveno večje tveganje, da bodo v prihodnosti dobile invazivni karcinom, in to bodisi v dojki, v kateri je bila sprememba ugotovljena, bodisi v drugi dojki.
- Invazivni duktalni karcinom je karcinom, ki je vzniknil v mlečnih izvodilih in že prodrl v stromo dojke, od koder se lahko po limfi in krvi razširi v druge organe. Gre za najpogostejšo vrsto raka dojke, saj je v tej kategoriji 70 do 80 odstotkov vseh malignih tumorjev dojke.
- Invazivni lobularni karcinom je karcinom, ki je vzniknil v lobulih in se razširil v stromo dojke ter se lahko podobno kot invazivni duktalni karcinom razširi v druge organe. V to kategorijo sodi 10 do 15 odstotkov malignih tumorjev dojke.

Poleg navedenih vrst karcinoma dojke obstajajo še druge, ki pa so zelo redke. Še redkejše so nekatere vrste raka, ki ne vzniknejo iz epitelnih celic: iz celic strome se lahko razvijejo sarkomi, iz limfatičnega tkiva pa  maligni limfomi, vendar je njihov delež med malignimi tumorji dojke tako majhen, da izraz rak dojke običajno uporabljamo kar kot sinonim za karcinom dojke.

### Stopnja
Določitev stopnje raka dojke se nanaša na mikroskopski videz rakavega tkiva v primerjavi z zdravo dojko:
- 1. (nizka) stopnja: rakave celice so podobne zdravim celicam in rastejo zelo počasi.
- 2. (zmerna/srednja) stopnja: rakave celice imajo bolj nenormalni videz in rastejo nekoliko hitreje.
- 3. (visoka) stopnja: rakave celice se zelo razlikujejo od zdravih in imajo zmožnost zelo hitre rasti.

Za določitev stopnje raka dojke se priporoča modificiran Bloom–Richardson–Elstonov sistem razvrščanja (imenovan tudi Nottinghamski sistem). Pri razvrščanju v stopnje so odločilni 3 kriteriji: videz celičnih jeder, tvorba tubulov in stopnja mitoze. Vsak od treh kriterijev je ocenjen s točko od 1 do 3, seštevek vseh pa nato določa stopnjo raka (najnižji možni seštevek je 1 + 1 + 1 = 3, najvišji pa 3 + 3 + 3 = 9):
| Stopnja | Seštevek |
| ------- | -------- |
| 3–5     |          |
| 6–7     |          |
| 8–9     |          |

### Stadij bolezni
Za določitev stadija bolezni se uporablja klasiﬁkacija TNM (T – opis primarnega tumorja, N – prisotnost zasevkov v področnih bezgavkah, M – oddaljeni zasevki). Pri tej klasifikaciji velja, da se uporablja le za razvrščanje karcinomov, nujna je histološka diagnoza bolezni. Pri sočasnem multifokalnem ali multicentričnem karcinomu se bolezen razvrsti po največjem tumorju in sočasni obojestranski karcinom se razvršča ločeno:
- T: TX – velikosti primarnega tumorja ni možno oceniti, T0 – tumor ni najden, Tis – karcinom in situ, T1 – tumor, manjši od 20 mm, T2 – tumor med 20 in 50 mm, T3 – tumor večji od 50 mm, T4 – tumor vrašča v steno prsnega koša ali v kožo dojke, ne glede na velikost tumorja.
- N: NX – N ni možno oceniti (npr. predhodno odstranjene bezgavke), N0 – brez zasevkov v bezgavkah, N1 - zasevki v premičnih istostranskih pazdušnih bezgavkah, N2- zasevki v istostranskih pazdušnih bezgavkah, ki so zraščene med seboj ali z okolico ali zasevki v bezgavkah ob istostranski notranji torakalni arteriji, če ob tem pazdušne bezgavke niso prizadete, N3 – zasevki v istostranskih podključničnih bezgavkah ali v istostranskih bezgavkah ob notranji torakalni arteriji, če so ob tem prisotni zasevki v istostranskih pazdušnih bezgavkah, ali zasevki v istostranskih nadključničnih bezgavkah.
- M: MX – oddaljeni zasevki niso opredeljeni, M0 – brez oddaljenih zasevkov, M1 – prisotni oddaljeni zasevki.

Glede na razvrstitev vseh treh kriterijev T, N in M se nato rak razvrsti v stadij 0, I, IIA, IIB, IIIA, IIIB, IIIC ali V:
| Tis \| N0 \| M0                    |
| T1 \| N0 \| M0                     |
| T0 \| N1 \| M0                     |
| T0 \| N1 \| M0                     |
| T2 \| N0 \| M0                     |
| T2 \| N1 \| M0                     |
| T3 \| N0 \| M0                     |
| T0 \| N2 \| M0                     |
| T1 \| N2 \| M0                     |
| T2 \| N2 \| M0                     |
| T3 \|N1 \| M0                      |
| T3 \| N2 \| M0                     |
| T4 \| N0 \| M0                     |
| T4 \| N1 \| M0                     |
| T4 \| N2 \| M0                     |
| katerikoli T \| N3 \| M0           |
| katerikoli T \| katerikoli N \| M1 |

### Status hormonskih receptorjev in HER2
Rakave celice pri raku dojke izražajo receptorje na svoji površini, v citoplazmi in v celičnem jedru. Nanje se vežejo molekule kemičnih sporočevalcev, kar povzroči določene spremembe v delovanju rakavih celic. Pri rakavih celicah so lahko prisotni trije pomembni receptorji: estrogenski receptor (ER), progesteronski receptor (PR) in receptor HER2. 
ER-pozitivne (ER+) rakave celice potrebujejo za svojo rast estrogen, zato se odzivajo na zdravljenje z zdravili, ki zavrejo učinke estrogena (npr. tamoksifen) in imajo načeloma boljšo prognozo. Pri HER2-pozitivnem (HER2+) raku je prognoza slabša, vendar se HER2+-rakave celice odzivajo na zdravila, kot je na primer monoklonsko protitelo trastuzumab (v kombinaciji s konvencionalno kemoterapijo), s čimer se je prognoza za te oblike raka znatno izboljšala. Za celice, ki ne izražajo nobenega od teh receptorjev, pravimo, da so trojno negativne, vendar lahko izražajo druge receptorje, na primer androgenski in prolaktinski receptor.

## Zdravljenje

### Operativna odstranitev
Večina žensk, ki zboli za rakom dojke, potrebuje kirurško zdravljenje. V Sloveniji je bilo leta 2007 potrjenih 1153 novih primerov raka dojke in od teh se jih je 988 primerov oziroma 85,7 % zdravilo kirurško. Kirurg onkolog odstrani del dojke (tumorektomija ali kvadrantektomija) ali celotno dojko (mastektomija). Za ohranitev normalnega videza dojke je po onkološkem posegu potrebna pogosto rekunstrukcija dojke, s čimer se poleg povrnjenega videza dojke poveča tudi samozavest, osebno zadovoljstvo bolnice in njena moč za morebitno nadaljnje soočanje z boleznijo. V zadnjih desetletjih so se sicer razvile metode manj obsežne kirurgije.

### Sistemsko zdravljenje
Sistemsko zdravljenje raka dojke delimo na: 
- hormonsko zdravljenje,
- kemoterapijo – zdravljenje s citotoksičnimi zdravili,
- zdravljenje z biološkimi zdravili.

Hormonsko zdravljenje
Nekatere oblike raka dojke za svojo rast potrebujejo hormon estrogen. Laboratorijsko jih lahko identificirajo s prisotnostjo hormonskih receptorjev – bodisi estrogenskih receptorjev (ER+) bodisi progesteronskih receptorjev (PR+) – na površini rakavih celic. Rak dojke ER+ se lahko zdravi z zdravili, ki zavrejo receptorje (npr. tamoksifen) ali ki zavrejo proizvodnjo estrogena (aromatazni inhibitorji, npr. anastrozol (Arimidex) in letrozol (Femara)). Hormonsko zdravljenje je torej usmerjeno v znižanje koncentracije spolnih hormonov oziroma v preprečevanje njihove vezave na hormonske receptorje v rakavih celicah in je zelo učinkovito sistemsko zdravljenje raka. Bilo je prvo tarčno zdravljenje raka, deluje namreč na tarčo – hormonske receptorje. Hormonski receptorji so prisotni pri okoli dveh tretjinah bolnic z rakom dojk in velika večina bolnic s hormonsko odvisnim rakom dojk se odzove na to zdravljenje. Samo s hormonskim zdravljenjem je ozdravitev možno doseči le, ko je obseg bolezni majhen; pri razsutem raku je mogoča le zazdravitev. Dopolnilno zdravljenje hormonsko odvisnega raka dojk s tamoksifenom nudi bolnicam za polovico večje možnosti preživetja brez ponovitev bolezni in za okoli tretjino zmanjša možnost smrti zaradi raka dojk. Tamoksifen je eno najučinkovitejših zdravil v zgodovini medicine, ki je v zadnjih desetletjih ohranilo življenja milijonov žensk z rakom dojk širom sveta. V primeru razsute bolezni nudi hormonsko zdravljenje bolnicam s hormonsko odvisnim rakom dojk večletno zazdravitev bolezni ob dobri kakovosti življenja.
Kemoterapija
Kemoterapija se uporablja predvsem pri raku dojke stadijev od 2 do 4 in je zlasti koristno za ER– oblike raka. Uporabljajo se kombinacije različnih citostatikov in zdravljenje traja od 3 do 6 mesecev. Ena najpogosteje uporabljenih je kombinacija ciklofosfamida in doksorubicina (Adriamycin); kombinacija je poznana pod kratico AC. Večina kemoterapevtikov ubija hitro rastoče oziroma hitro diferencirajoče se rakave celice, tako da povzroči poškodbo DNK v celicah ali prek drugega mehanizma. Ta zdravila sicer poškodujejo tudi druge zdrave hitro rastoče celice in zato povzročajo hude neželene učinke. Eden najnevarnejših zapletov pri zdravljenju z doksorubicinom je poškodba srčne mišičnine. Včasih se zdraviloma doda še učinkovina iz skupine taksanov (na primer docetaksel – v tem primeru gre za tako imenovano kombinirano terapijo CAT). Taksani delujejo na mikrotubule v rakavih celicah. Druga pogosta kombinacija citotoksičnih učinkovin, ki izkazuje podobno uspešnost zdravljenja, je ciklofosfamid + metotreksat + fluorouracil (CMF).
Monoklonska protitelesa (zdravljenje z biološkimi zdravili)
Trastuzumab je monoklonsko protitelo, ki deluje na rakaste celice, ki prekomerno izražajo receptor HER2. Okoli 20 % do 30 % bolnic z rakom dojke ima v tumorju prekomerno izražen receptor HER2. Odgovor na zdravljenje s trastuzumabom v monoterapiji pri napredovalem raku dojke je med 15 % in 35 %, v kombinaciji s kemoterapijo pa večji od 50 %. Je edino izmed tarčnih zdravil z dokazano varnostjo in učinkovitostjo v dopolnilnem zdravljenju operabilnega raka dojk. Trastuzumab značilno poveča možnosti ozdravitve bolnicam z operabilnim HER2-pozitivnim rakom dojk, ki glede na klinično simptomatiko in opravljene radiološke preiskave še ni povzročil vidnih zasevkov po telesu. Pri bolnicah z napredovalim HER2-pozitivnim rakom dojke trastuzumab podaljša srednje preživetje za skoraj leto dni. Trastuzumab sinergistično deluje skupaj s hormonskim zdravljenjem – prepreči oziroma zavre nastanek odpornosti proti hormonskemu zdravljenju.

### Obsevanje
Po kirurški odstranitvi tumorja lahko v dojki ali prsni steni ostanejo rakave celice, iz katerih lahko ponovno zraste tumor. 
Namen obsevanja je uničenje teh celic z visokoenergijskimi žarki, kadar pa kirurška odstranitev tumorja ni mogoča, je namen obsevanja uničenje rakavih celic, ki sestavljajo tumor. Obsevalno zdravljenje po kirurški odstranitvi tumorja znatno zmanjša tveganje za lokalno ponovitev bolezni na prsni steni ali bližnjih bezgavkah. Neželeni učinki so običajno blagi in prehodni.